# Seznam krajev Unescove svetovne dediščine na Češkem
Organizacija Združenih narodov za izobraževanje, znanost in kulturo (UNESCO) imenuje kraje svetovne dediščine, ki so pomembni kot svetovna naravna ali kulturna dediščina. Kraje svetovne dediščine ureja Unescova konvencija iz leta 1972.
Kulturno dediščino tvorijo spomeniki, na primer arhitekturna dela, mogočni kipi ali napisi, skupine zgradb in kraji, vključno z arheološkimi najdišči. Med naravne znamenitosti spadajo fizikalne in biološke tvorbe, geološke in fitziografske tvorbe, vključno s habitati ogroženih vrst rastlin in živali, in naravni kraji, pomembni z znanstvenega, okoljevarstvenega ali lepotnega vidika.
Prvi kraji na ozemlju sedanje Češke republike so bili na seznam vpisani na 16. seji Odbora za svetovno dediščino v Santa Feju, Združene države Amerike, leta 1992. Češka je bila takrat še del Češkoslovaške republike. Na tej seji so bila na seznam vpisana tri mesta: zgodovinsko središče Prage, zgodovinsko središče Českega Krumlova in zgodovinsko središče Telča.
Po razpustitvi Češkoslovaške republike 1. januarja 1993 se je država razdelila na Češko in Slovaško republiko. Češka republika je Unicefovo konvencijo sprejela 26. marca 1993 in nasledila tri že vpisane kraje. Do leta 2021 je bilo na seznam svetovne dediščine vpisanih še 14 krajev, 17. krajev pa je bilo vpisanih na seznam kandidatov. Vsa mesta spadajo v domeno kulture. Rudarsko regijo Erzgebirge/Krušnohoří si Češka deli z Zvezno republiko Nemčijo. Zadnji vpisani kraj je bila Krajina za vzrejo in urjenje paradnih vlečnih konj v Kladrubyh nad Labem leta 2019.

## Seznam krajev
UNESCO ocenjuje kandidata za vpis na seznam po deset kriterijih. Kriteriji od i do vi so kulturni, od vii do x pa naravni. Vsak kraj mora ustrezati vsej enemu kriteriju.
| Kraj | Slika                                                                  | Regija         | Leto vpisa | Referenčna številka in kriteriji | Opis |
| --- | ---------------------------------------------------------------------- | -------------- | ---------- | -------------------------------- | --- |
| Zgodovinsko središče Prage                                                                                  | Look at the Charles Bridge and the castle across the river             | Praga          | 1992       | 616; ii, iv, vi (kulturni)       | Praga ob reki Vltavi je bila pomembno mesto že v srednjem veku. Med vladanjem svetega rimskega cesarja Karla IV. je bilo v mestu zgrajenih več pomembnih zgradb v gotskem slohu, vključno s Hradčani, stolnico sv. Vida in Karlovim mostom. Karlova univerza, ki je bila ustanovljena leta 1348 in spada med najstarejše univerze v Evropi, je še vedno eno od vodilnih središč učenosti. Meje kraja svetovne dediščine so se leta 2012 nekoliko spremenile.                                                            |
| Zgodovinsko središče Českega Krumlova                                                                       | View of the old town and the castle from above                         | Južna Češka    | 1992       | 617; iv (kulturni)               | Český Krumlov je bil zrajen v 13. stoletju na meandru reke Vltave okoli gradu z enakim imenom. Grad je bil zgrajen v gotskem slogu s kasnejšimi dodatki v poznogotskem, baročnem in renesančnem slogu. Mesto je ohranilo srednjeveški razpored ulic in baročne in renesančne poslikave na pročeljih hiš. Industrializacija v 19. stoletju nanj ni vplivala. |
| Zgodovinske središče Telča                                                                                  | Telč panorama from across the river                                    | Vysočina       | 1992       | 621; i, iv (kulturni)            | Mesto Telč je bilo zelo verjetno ustanovljeno sredi 14. stoletja kot načrtovano naselje na področju, ki so ga pred tem pokrivali obsežni gozdovi. Glavni namen njegove ustanovitve je bilo širjenje političnega in gospodarskega vpliva v to regijo. V središču mesta dominira renesančni grad, zgrajen na gotskem predhodniku. Trikotni glavni trg obdajajo renesančne in baročne meščanske hiše z zelo različnimi prečelji, povezane z neprekinjeno arkado.                                                           |
| Cerkev svetega Janeza Nepomuka, Zelená Hora                                                                 | View of the church with a cemetery in front                            | Vysočina       | 1994       | 690; iv (kulturni)               | Romarska cerkev sv. Janeza Nepomuka je bila grajena od leta 1719 do 1727 po kanonizaciji Janeza Nepomuka. Načrte zajo je naredil Jan Santini Aichel v arhitekturnem slogu prehoda med gotiko in barokom. |
| Kutná Hora: zgodovinsko mestno središče s cerkvijo sv. Barbare in stolnica Marijinega vnebovzetja v Sedlecu | Church of St Barbara, a large Gothic building, at night                | Osrednja Češka | 1995       | 732; ii, iv (kulturni)           | V poznem 13. stoletju so v okolici Kutne Hore odkrili bogata nahajališča srebra, s čimer se je začel razvoj in razcvet mesta. V 14. stoletju je Kutna Hora postala kraljevo mesto. Zgodovinsko mestno središče je ohranilo srednjeveško zasnovo. Najpomembnejši zgradbi v mestu sta gotska cerkev sv. Barbare, okrašena s freskami s prikazi iz rudarskega življenja, in stolnica Naše Gospe v Sedlecu. Slednja je bila pred tem cerkev cistercijanskega samostana. V 18. stoletju je bila obnovljena v baročnem slogu. |
| Kulturna krajina Lednice-Valtice                                                                            | Lednice castle in neo-Gothic style                                     | Jućna Moravska | 1996       | 763; i, ii, iv (kulturni)        | Posest Lednice-Valtice je ena od največjih umetnih krajin v Evropi, saj meri kar 200 km2. Lastniki posesti so bili vojvode Liechtensteinski. Svojo posest so v obdobju od 17. do 20. stoletja pretvorili v izjemno kulturno krajino. Zgradili so več podeželskih hiš, graščin, cerkva in drugih zgradb v baročnem in novoklasičnem slogu ter mrežo avenij, steza in gozdnih poti. Vrtovi in parki so se zgledovali po angleških krajinskih parkih.                                                                      |
| Vrtovi in grad v Kroměřížu                                                                                  | Flower garden and a pavillion                                          | Zlín           | 1998       | 860; ii, iv (kulturni)           | Grad v Kroměřížu je bil grajen v 17. in 18. stoletju v zgodnjem baročnem slogu in skužil kot rezidenca olomouških škofov. Grajski park, urejen v letih 1665-1677, je redek primer baročnega parka, ki je ostal relativno nedotaknjen, in je bil zgled drugim parkov v Srednji Evropi. V parku so zgradbe v novoklasičnem in francoskem cesarskem slogu. |
| Rezervat zgodovinske vasi Holašovice                                                                        | Two village houses with painted facades                                | Južna Češka    | 1998       | 861; ii, iv (kulturni)           | Vas Holašovice je dobro ohranjen primer tradicionalne srednjeevropske vasi. V vasi so večje in manjše kmetije iz 18. n 19. stoletja s pročelji, okrašenimi s štukaturami. Slog je znan kot južnočeški ljudski baročni slog. |
| Grad Litomyšl                                                                                               | View of the castle, showing a richly decorated facade                  | Pardubice      | 1999       | 901; ii, iv (kulturni)           | Grad Litomyšl je bil zgrajen v renesančnem slogu kot podeželska rezidenca v drugi polovici 16. stoletja. Grad je štirikrilna trinadstropna zgradba. Eno od kril ima dvonadstropno arkadno galerijo. Pročelje je okrašeno v grafitni tehniki. Notranjost je okrašena v baročnem slogu. Ohranjenih je tudi več pomožnih zgradb. |
| Steber Svete trojice v Olomoucu                                                                             | The Holy Trinity Column decorated with several sculptures              | Olomouc        | 2000       | 859; i, iv (kulturni)            | Steber Svete trojice stoji v zgodovinskem središču Olomouca. Postavljen je bil kot kužno znamenje na začetku 18. stoletja. Zgrajen je v regionalnem slogu, znanem kot olomouški barok. Visok je 35 m in kot tak najvišji v Evropi. Načrt zanj je naredil Václav Render. Veliko kipov z versko vsebino je delo kiparja Ondřeja Zahnerja. V podstavku stebra je tudi majhna kapela. |
| Vila Tugendhat                                                                                              | Villa interior, with chairs and an onyc wall                           | Južna Moravska | 2001       | 1052; ii, iv (kulturni)          | Vilo Tugendhat je zasnoval nemški arhitekt Ludwig Mies van der Rohe v 20. letih 20. stoletja za Greto in Fritza Tugendhata, člana bogate industrijalske družine iz Brna. Vila je primer mednarodnega arhitekturnega sloga. Mies van der Rohe je oblikoval tudi pohištvo in vrt ob vili. |
| Judovska četrt in bazilika sv. Prokopija v Třebíču                                                          | Jewish Quarter of Třebíč with St. Procopius Basilica in the background | Vysočina       | 2003       | 1078; ii, iii (kulturni)         | Mesto Třebíč stoji na bregovih reke Jihlave. Bazilika sv. Prokopija je bila zgrajena v 13. stoletju, prvotno kot del benediktinskega samostana. Mestna judovska četrt je dobro ohranjen primer srednjeveškega judovskega geta. Tipične zgradbe imajo dva namena: v pritličjih so trgovine in delavnice, v gornjih nadstropjih pa bivalni prostori. Judovski pokopališči sta iz 15. oziroma 19. stoletja. |
| Rudarska regija Erzgebirge/Krušnohoří                                                                       | Front and back of a silver coin.                                       | Severna Češka  | 2019       | 1478; ii, iii, iv (kulturni)     | Rudogorje se razteza čez jugovzhodno Nemčijo in severozahodno Češko. Regija je bila že v 12. stoletju pomemben vir kovin, vključno s srebrom (predvsem v 15. in 16. stoletju), kositrom, kobaltom in v poznem 19. in 20. stoletju z uranom. Regijo so izoblikovale predvsem inovacije v rudarstvu in metalurgiji. |
| Krajina za vzrejo in urjenje paradnih vlečnih konj v Kladrubyh nad Labem                                    | Kladruber horses in front of the National Stud Farm in Kladruby.       | Pardubice      | 2019       | 1579; iv, v (kulturni)           | Kobilarna v Kladrubyh nad Labem je bila ustanovljena leta 1579 v poplavnem delu porečja Labe, v katerem so tudi ostanki obrežnega gozda. Kobilarna vzreja konje haldrubske pasme, ki so se na habsburškem dvoru uporabljali za vleko paradnih kočij. |

## Seznam kandidatov
Poleg krajev, že vpisanih na seznam svetovne dediščine, lahko države članice vzdržujejo tudi seznam krajev, ki po njihovem mnenju izpolnjujejo pogoje za vpis na seznam svetovne dediščine. Vpis na slednjega je mogoč le, če je bil kraj pred tem vpisan na seznam kandidatov. Češka ima od leta 2021 na svojem okvirnem seznamu kandidatov 17 krajev.
| Kraj | Slika                                                                                 | Regija           | Leto vpisa | Unescovi kriteriji           | Opis |
| --- | ------------------------------------------------------------------------------------- | ---------------- | ---------- | ---------------------------- | --- |
| Renesančne hiše v Slavonicah                                                                                 | Houses with sgraffito facades                                                         | Južna Češka      | 2001       | i, ii, iv (kulturni)         | Mesto Slavonice leži na križišču pomembnih trgovskih poti. Njegov pomen je še bolj zrasel z ustanovitvijo poštne postaje leta 1530. V 18. stoletju je pomen mesta upadel, zato so se poznogotske in renesančne meščanske hiše ohranile. Več hiš ima pročelja, okrašena z grafiti. |
| Papirnica v Velkih Losinyh                                                                                   | A complex of paper mill buildings with white facades                                  | Olomouc          | 2001       | ii, iv (kulturni)            | Papirnica v Velkih Losinyh je bila ustanovljena leta 1591 in od takrat neprekinjeno obratuje. Večina sedanje zgradbe je bila zgrajena v prvi polovici 19. stoletja, ko je bila papirnica temeljito prenovljena. Na začetku 20. stoletja je vodno kolo zamenjala Francisova turbina in papirnica je začela z elektriko oskrbovati tudi samo mesto. Od leta 1987 je v njej muzej papirništva.                                        |
| Mreža ribnikov v Třeboňskem bazenu                                                                           | Fish pond at Rožmberk, look from above                                                | Južna Češka      | 2001       | i, ii, iii, iv, v (kulturni) | Ribogojništvo v okolici mesta Třeboň se je začelo v srednjem veku, ko je mesto leta 1366 prišlo v last rodbine Rožmberk (nemško Rosenberg). Zgrajenih je bilo več ribnikov s pripadajočo infrastrukturo kot so kanali in zapornice. Največji je Rožmberški ribnik. |
| Skalna mesta Češki raj                                                                                       | Hrubá Skála rock formations                                                           | več lokacij      | 2001       | (naravni)                    | Český ráj tvori več krajev s skalnimi tvorbami, nastalimi z erozijo krednih peščenjakov. Na sliki so tvorbe v Hrubi Skali. |
| Najdišča Velike Moravske: utrjeno slovansko naselje v Mikulčicah – Cerkev sv. Margarete Antioške v Kopčanyh* | Ruins at Mikulčice Archaeopark                                                        | Južna Moravska   | 2001       | iii, v (kulturni)            | Mikulčice so bile pomembno utrjeno naselje slovanske države Velike Moravske v zgodnjem srednjem veku. Ozemlje države si zdaj delita Češka in Slovaška. Na najdiščih so arheologi odkrili temelje cerkva, pokopališča in ostanke utrdb. Cerkev sv. Margarete (na Slovaškem) je bila zgrajena v 9. stoletju in od 13. do 16. stoletja večkrat onnovljena.                                                                            |
| Industrijski kompleksi v Ostravi                                                                             | Industrial objects at Vítkovice                                                       | Moravska-Šlezija | 2001       | i, iv, v (kulturni)          | Predlog zajema kraje tehnične dediščine, povezane s proizvodnjo železa z antracitom. Industrijski kompleks Vitkovice vključuje rudnike premoga, koksarne in plavže. Mesto je bilo več desetletij eno od najpomembnejših središč premogovništva in težke industrije v Evropi. Industrijske dejavnosti so se začele v 30. letih 19. stoletja in bile posodobljene v 10. letih 20. stoletja. Rudarjenje je bilo ustavljeno leta 1993. |
| Terezinska trdnjava                                                                                          | Little Fortres of Terezín from above                                                  | Ústí nad Labem   | 2001       | i, ii, iv (kulturni)         | Terezinska trdnjava je bila zgrajena v poznem 18. stoletju po šlezijski vojni med Avstrijo in Prusijo. Sistem utrdb sestavljata dve med seboj povezani trdnjavi. Med drugo svetovno vojno je bila manjša trdnjava gestapovski zapor, glavna trdnjava pa judovski geto, znan kot Theresienstadt. |
| Terme Luhačovice                                                                                             | Jurkovič spa house and a fountain in front                                            | Zlín             | 2001       | i, ii, iii, iv (kulturni)    | Kopališka dejavnost v Luhačovicah se je začela v poznem 18. stoletju in se razširila v 19. stoletju. V prvi tretjini 20. stoletja je bilo zgrajenih več novih objektov po načrtih arhitekta Dušana Jurkoviča. Objekti so zgrajeni v mešanici ljudskega sloga in art nouveau. Konstruktivistično središče je bilo zgrajeno v 30. letih 20. stoletja.                                                                                |
| Betlém, skalni kipi pri Kuksu                                                                                | Betlém Rock Sculptures depicting a Biblical scene. Fence and trees in the background. | Hradec Králové   | 2001       | i, ii, iv (kulturni)         | Betlém je sklop baročnih kipov Matthiasa Brauna. Njihovo izdelavo je v zgodnjem 18. stoletju naročil pokrovitelj kulture Franz Anton von Sporck. Kipi, ki so dobili ime po Betlehemu, so v bližini bolnišnice in kopališkega kompleksa v vasi Kuks. Vklesani v balvane peščenjaka in prikazujejo svetopisemske motive, kot so Kristusovo rojstvo in prihod Svetih treh kraljev. V sklopu je tudi več kipov svetnikov.              |
| Grad Karlštejn                                                                                               | Karlštejn Castle on the top of the hill, view from below                              | Osrednja Češka   | 2001       | i, ii, iv (kulturni)         | Grad Karlštejn je bil zgrajen sredi 14. stoletja za svetega rimskega cesarja Karla IV., ki je bil takrat češki kralj. Grad stoji na strmem grebenu. V njem je kapela Svetega križa, v kateri so se do leta 1420 hranile cesarske regalije in češki kronski dragulji. Grad je bil v naslednjih stoletjih večkrat prenovljen. Veliki stolp je bil prenovljen v 19. stoletju v gotskem slogu.                                         |
| Razširitev kraja svetovne dediščine "Zgodovinsko središče Prage" s pomembnimi spomeniki v njeni bližini      | The Hvezda Hunting Lodge, a Renaissance villa surrounded by forest                    | Praga            | 2001       | i, ii, iv (kulturni)         | Nominacija predlaga vključitev treh spomenikov iz različnih zgodovinskih obdobij: modernistično Müllerjevo vilo, opatijo Břevnov, ustanovljeno v 10. stoletju, in letni dvorec Hvězda (Zvezda) z ogrado za divje živali (na sliki). |
| Gorski hotel in televizijski pretvornik Ještěd                                                               | Hotel and Television Transmitter Ještěd, view from above                              | Liberec          | 2007       | i, ii, iv (kulturni)         | Hiperboloidna zgradba, v kateri sta hotel in televizijski pretvornik, je zgrajena po načrtih češkega arhitekta Karla Hubáčeka. Stoji na vrhu gore Ještěd na nadmorski višini 1012 m. Gradila se je v letih 1966-1973 iz jekla in armiranega betona. |
| Žatec – mesto hmelja                                                                                         | Hops garden, surrounded by buildings                                                  | Ústí nad Labem   | 2007       | ii, iii, iv (kulturni)       | Področje okoli Žatca je zaradi primernih vremenskih pogojev že od srednjega veka središče pridelave hmelja. Pridelava se je povečala zlasti v 19. stoletju in v mesto prinesla blaginjo. Iz tega obdobja je več zgradb, vključno s sušilnicami, pakirnicami, skladišči in seveda prebivališči. |
| Kopališki in zdraviliški trikotnik v zahodni Češki                                                           | Maxim Gorky colonnade in Mariánské Lázně                                              | Karlovy Vary     | 2008       | ii, iii, iv (kulturni)       | Kopališka mesta Karlovy Vary, Mariánské Lázně (na sliki) in Františkovy Lázně so se razvila okoli izvirov termalne in mineralne vode, primerne za zdravljenje in zabavo. Mesta so dosegla vrh v 19. in zgodnjem 20. stoletju. |
| Velika zdraviliška mesta Evrope (Češka)*                                                                     | Colonnade overlooking a stream in Karlovy Vary                                        | Karlovy Vary     | 2014       | ii, iii, iv, vi (kulturni)   | Večnacionalna nominacija v sedmih državah zajema pomembna evtopska zdraviliška mesta. Razvila so se ob izvirih mineralne in termalne vode, primerne za zdravljenje in zabavo. Vrh so dosegla v 18. stoletju in 20. letih 20. stoletja pred razvojem industrializiranega zdravljenja. Na Češkem so nominirana tri zdraviliška mesta: Karlovy Vary (na sliki), Mariánské Lázně in Františkovy Lázně.                                 |
| Starodavni prvobitni bukovi gozdovi Karpatov in drugih delov Evrope – razširitev (Češka)*                    | Jizera Mountains Beech Forest                                                         | Liberec          | 2019       | ix (naravni)                 | Bukovi gozdovi so že na seznamu naravne dediščine v dvanajstih evropskih državah. Gozdovi evropske bukve, ki so se razširili po Evropi po zadnji ledeni dobi, so ohranjeni v nekaj osamljenih zaščitenih rastiščih v Alpah, Karpatih, Dinaridih, Sredozemlju in Pirenejih. Na Češkem je nominirano rastišče v pogorju Jizera. |
| Stara čistilnica odpadnih voda v Bubeneču (Praga)                                                            | Front view of the plant with two red brick chimneys                                   | Praga            | 2020       | ii, iv (kulturni)            | Praška čistilnica odpadnih voda v Bubeneču je tehnična dediščina iz samega začetka 20. stoletja. Načrte zanjo je naredil gradbeni inženir William Heerlein Lindley kot del obsežnega praškega sistema čiščenja odpadnih voda. Gradila se je v letih 1901 do 1906. Delovala je do leta 1967, kot obrat za obdelavo mulja do 1980. let, potem pa je bila preurejena v muzej.                                                         |